# Universidade de Bützow
A Universidade de Bützow (em alemão:  Friedrichs-Universität Bützow foi uma universidade da Alemanha em Bützow, Mecklemburgo. Existiu de 1760 a 1789.

## História
A Friedrichs-Universität Bützow, denominada em homenagem ao seu fundador, foi fundada no outono de 1760 pelo duque Frederico II de Mecklemburgo-Schwerin, regente do Grão-Ducado de Mecklemburgo-Schwerin.

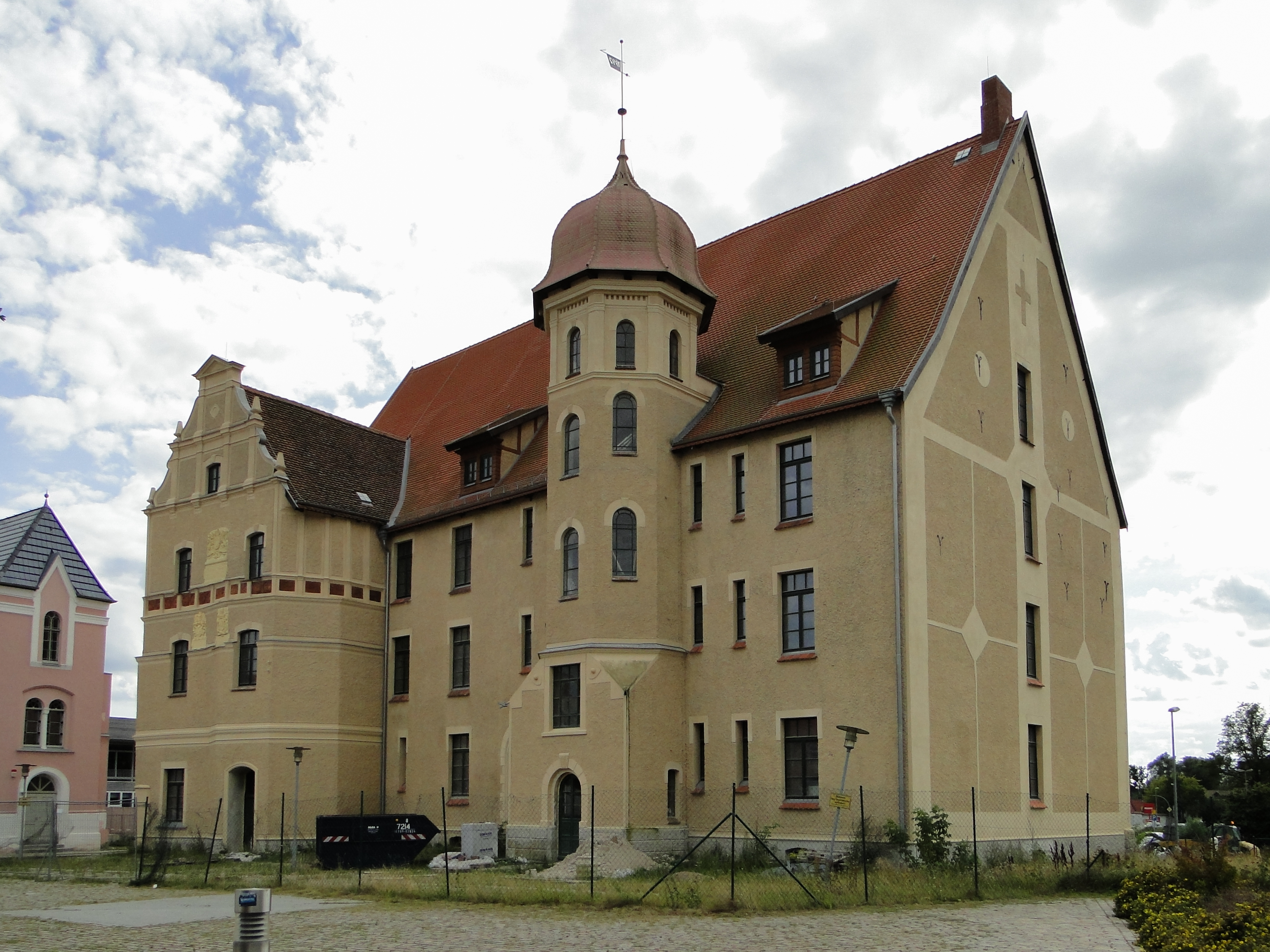
Schloss Bützow foi a sede da Universidade (Foto de 2014)

Uma ocasião para o estabelecimento da Universidade de Bützow foi uma disputa entre o soberano pietista e a faculdade teológica da Universidade de Rostock, que foi presa pela ortodoxia, sobre a ocupação de uma cátedra teológica com Christian Albrecht Döderlein (1758), que também era intimamente relacionado ao pietismo. Esta disputa, parte de uma luta de poder de longo prazo entre os governantes de Mecklenburgo e a velha cidade hanseática de Rostock, aumentou devido ao fato de que o duque e a cidade eram ambos patronos da Universidade de Rostock e queriam, por exemplo, manter seu próprio colegiado de professores.
A Universidade de Bützow estava instalada no castelo local, o Schloss Bützow, a antiga residência do Bispo de Schwerin. Como auditório e igreja da universidade foi utilizada a Stiftskirche Bützow. A inauguração oficial ocorreu em 20 de outubro de 1760. Reclamações do Conselho de Rostock ao Comitê dos Estados de Mecklenburg e ao Reichskammergericht em Wetzlar contra o novo estabelecimento não tiveram êxito. A tentativa do duque de fechar a Universidade de Rostock foi igualmente malsucedida.
Embora Friedrich não pudesse eliminar completamente a competição de Rostock com sua nova fundação, ele atraiu uma parte considerável dos alunos de lá para sua nova fundação. No entanto, a frequência da Universidade de Bützow permaneceu baixa no longo prazo. Durante as quase três décadas de sua existência, 779 alunos - a maioria de Mecklenburgo - foram matriculados em Bützow.
A Friedrichs-Universität compreendia as quatro faculdades clássicas: Faculdade de Teologia, Faculdade de Direito, Faculdade de Medicina e Faculdade de Filosofia, sendo portanto, uma universidade completa. Associada à universidade - baseada no modelo da Universidade de Halle, também influenciada pelo pietismo - estava um Pädagogium, que foi cancelado em 1780. A universidade tinha uma biblioteca e um observatório, este último dirigido por Wenceslaus Johann Gustav Karsten e estava localizado em sua casa (hoje Pfaffenstrasse 3).
Em vista do declínio emergente da universidade, o sucessor de Friedrich, Friedrich Franz I. (Mecklenburg), reunificou a Universidade de Bützow com a Universidade de Rostock em abril de 1789. Para lá foi levada a maioria dos professores e, por exemplo, o acervo da biblioteca universitária e os instrumentos do observatório universitário.
Tradicionalmente, a fundação e a existência da Universidade de Bützow têm sido vistas e retratadas como um colapso ou falha na história da Universidade de Rostock. Um repensar só ocorreu recentemente, apoiado em particular por resultados de pesquisas e publicações de Matthias Asche. No Rostocker Matrikelportal, todos os alunos que foram matriculados em Bützow estão agora listados.

## Professores (seleção)
- Angelius Johann Daniel Aepinus (1718–1784), 1760–1764 professor de filosofia, editor do Bützower Gelehrten Nachrichten
- Paul Theodor Carpov (1714–1765), 1760 bis 1765 professor de línguas orientais
- Georg Christoph Detharding (1699–1784), 1760 professor de medicina
- Christian Albrecht Döderlein (1714–1789), professor de teologia, reitor fundador da universidade
- Peter Johann Hecker (1747–1835), 1775 lecionou no Pädagogium, 1778 professor de matemática
- Wenceslaus Johann Gustav Karsten (1732–1787), 1760 professor de matemática
- Lorenz Karsten (1751–1829), 1783 professor de economia, 1788/89 fundador do primeiro instituto de pesquisa agrícola alemão
- Ernst Johann Friedrich Mantzel (1699–1768), 1760 professor de direito
- Johann Matthias Martini (1738–1806), 1767 professor de direito
- Friedrich Maximilian Mauritii (1724–1799), 1768 professor de teologia
- Johann Peter Andreas Müller (1744–1821), 1777 professor de lógica e metafísica, 1778 professor de teologia
- Johann Jacob Prehn (1746–1802), professor de direito
- Johann Christian von Quistorp (1737–1795), 1772 professor de jurisprudência
- August Schaarschmidt (1720–1791), 1763 professor de cirurgia, 1776 fundador da primeira escola de obstetrícia em Mecklenburgo
- Johannes Nikolaus Tetens (1736–1807), 1763 professor de física e filosofia, 1765–1770 também diretor do Pädagogium
- Eobald Toze (1715–1789), 1760 bis 1789 professor de história
- Adolph Friedrich Trendelenburg (1737–1803), 1762 professor de direito
- Oluf Gerhard Tychsen (1734–1815), 1763 professor de línguas orientais, fundador da primeira biblioteca pública em Mecklenburgo
- Samuel Simon Witte (1738–1802), 1766 professor de direito natural e internacional
- Gotthilf Traugott Zachariae (1729–1777), 1760 professor de teologia, diretor do Pädagogium